# Hermann Brix
Hermann Brix (* 2. Februar 1908 in Innsbruck; † 4. Oktober 1982 ebenda) war ein österreichischer Schauspieler, Theaterleiter und Hörspielautor.

## Leben
Der Sohn des Tapeziermeisters Carl Brix studierte Ende der 1920er Jahre Germanistik und Medizin, ehe er sich für die Schauspielerei entschied. Brix nahm privaten Schauspielunterricht und begann seine künstlerische Laufbahn 1930 am Stadttheater seiner Heimatstadt Innsbruck. In den kommenden zwei Jahrzehnten folgten Verpflichtungen nach Prag (ans Deutsche Theater), Wien (Volkstheater), Berlin (Die Komödie) und München (die Kammerspiele). 
1939 wurde er für den Film gewonnen und gab sein Filmdebüt in einer Produktion der Terra-Film. Bekannt machte ihn noch im selben Jahr die Rolle des jungen Kaisers Franz-Joseph von Österreich in dem Historiendrama mit Anti-Habsburg-Botschaft „Maria Ilona“. Den gesamten Zweiten Weltkrieg blieb Brix ein vielbeschäftigter Filmschauspieler, ehe er 1945 nach Innsbruck heimkehrte. Dort wurde er bei der Gründung von Radio Tirol Mitarbeiter von deren Literaturabteilung. 1963 übertrug man Brix deren Leitung, die er erst zehn Jahre später, mit Erreichen des Pensionsalters von 65 Jahren, wieder abgab. Hermann Brix war bei Radio Tirol maßgeblich am Aufbau des Hörspiels beteiligt und brachte u. a. Friedrich Dürrenmatt als Hörspielautor nach Innsbruck. Ab 1966 war Brix Inhaber des Lehrstuhls für Schauspielkunst an der Universität Innsbruck und Leiter der Studiobühne. Zu seinen Schülern zählten Axel Corti, Ernst Grissemann und Volkmar Parschalk.
In dieser Zeit inszenierte Hermann Brix häufig am Tiroler Landestheater Stücke. Noch bis 1979 konnte man ihn als Vorleser der Rundfunkreihe "Hömbergs Kaleidophon" erleben. Vor die Kamera kehrte Brix nach 1947 nur noch einmal zurück, mit der Hauptrolle in der Alltagsgeschichte Glück aus Ohio. Der amerikanische Schauspieler mit deutschen Wurzeln Bruce Bennett ("Tarzan") hieß ursprünglich ebenfalls Hermann Brix.

## Filmografie
- 1939: Alarm auf Station III
- 1939: Opernball
- 1939: Maria Ilona
- 1940: Die gute Sieben
- 1940: Falschmünzer
- 1940: Der Herr im Haus
- 1941: Dreimal Hochzeit
- 1941: Die Kellnerin Anna
- 1941: Sein Sohn
- 1942: Titanic
- 1943: Die goldene Spinne
- 1943/52: Moselfahrt mit Monika
- 1944: Musik in Salzburg
- 1944: Der Meisterdetektiv
- 1947: Wintermelodie
- 1950: Glück aus Ohio